# El tifus a Santpedor
Santpedor fou un focus endèmic de tifus durant tot el segle xix i el començament del XX es continuaren trobant malalts amb tifus. Cal recordar l'epidèmia de tifus que patí la població l'any 1883 motivada per la contaminació de la Font de les escales, i les epidèmies de còlera de 1884 i 1888 foren les més virulentes. A Barcelona, igual que a Santpedor, van intervenir Ramon Turró i els seus col·laboradors del Laboratori Municipal demostrant que les aigües contaminades amb el bacil d'Eberth eren la causa de la malaltia.

## Higiene i salut pública de la vila
Les cases en mal estat, poc ventilades, amb manca de llum i neteja als interiors i exteriors, foren una de les causes importants d'insalubritat de la població. Els carrers no tenien voreres ni empedrats. Algunes cases acomodades tenien cisternes, però la majoria dels habitants es nodrien de les aigües d'una font pública que tenia greus problemes de filtracions i també el clavegueram tenia una mancança de neteja. A més hi havia el vell costum de tenir animals a les cases, que ocasionà, sens dubte, greus problemes d'insalubritat pública.

## Aparició de l'epidèmia
El mes d'agost de 1902 en què esclatà l'epidèmia de tifus, dels aproximadament 1.900 habitants que vivien a Santpedor, es detectaren al voltant de 700 persones afectades per la malaltia. Els més afectats foren els nens.

## Estudi de les defuncions per febre tifoide l'any 1902
Dades del llibre del Registre Civil de Santpedor de l'any 1902:
1. Valentina Sebarroja i Casanova, 22 anys. Diagnòstic: Pneumotifus Gripal. (09.03.1902)
2. Rosa Sala i Sala, 42 anys. Diagnòstic: Infecció Eberthiana. (14.08.1902)
3. Ignacio Vall i Vila, 28 anys. Diagnòstic: Febre Tifoide. (02.09.1902)
4. Maria Seladó i Genescà, 21 mesos. Diagnòstic: Infecció Eberthiana. (02.09.1902)
5. Francisca Mas i Serdeny, 30 anys. Diagnòstic: Febre Tifoide. (05.09.1902)
6. Teresa Sebarroja i Bertran, 50 anys. Diagnòstic: Pneumotifus. (29.09.1902)
7. Maria Singla i Biosca, 44 anys. Diagnòstic: Pneumotifus Gripal. (29.09.1902)
8. Joaquim Flotats i Torras, 54 anys. Diagnòstic: Malaltia Eberthiana. (30.09.1902)
9. Maria Pujol i Colillas, 24 anys. Diagnòstic: Febre Tifoide. (02.10.1902)
10. Antonia Yaez i Vila, 18 anys. Diagnòstic: Febre Tifoide. (11.10.1902)
11. Maria Vilarrubia i Puig, 4 mesos. Diagnòstic: Pneumotifus. (15.10.1902)
12. Ramon Ferrer i Pujol, 7 anys. Diagnòstic: Infecció Eberthiana. (20.10.1902)
13. Joan Ferrer i Urpina, 30 anys. Diagnòstic: Tifomalàsia. (22.11.1902)
14. Pedro José Dante i Canals, 45 anys. Diagnòstic: Febre Tifoide. (25.11.1902)